# Нормандія (лайнер)

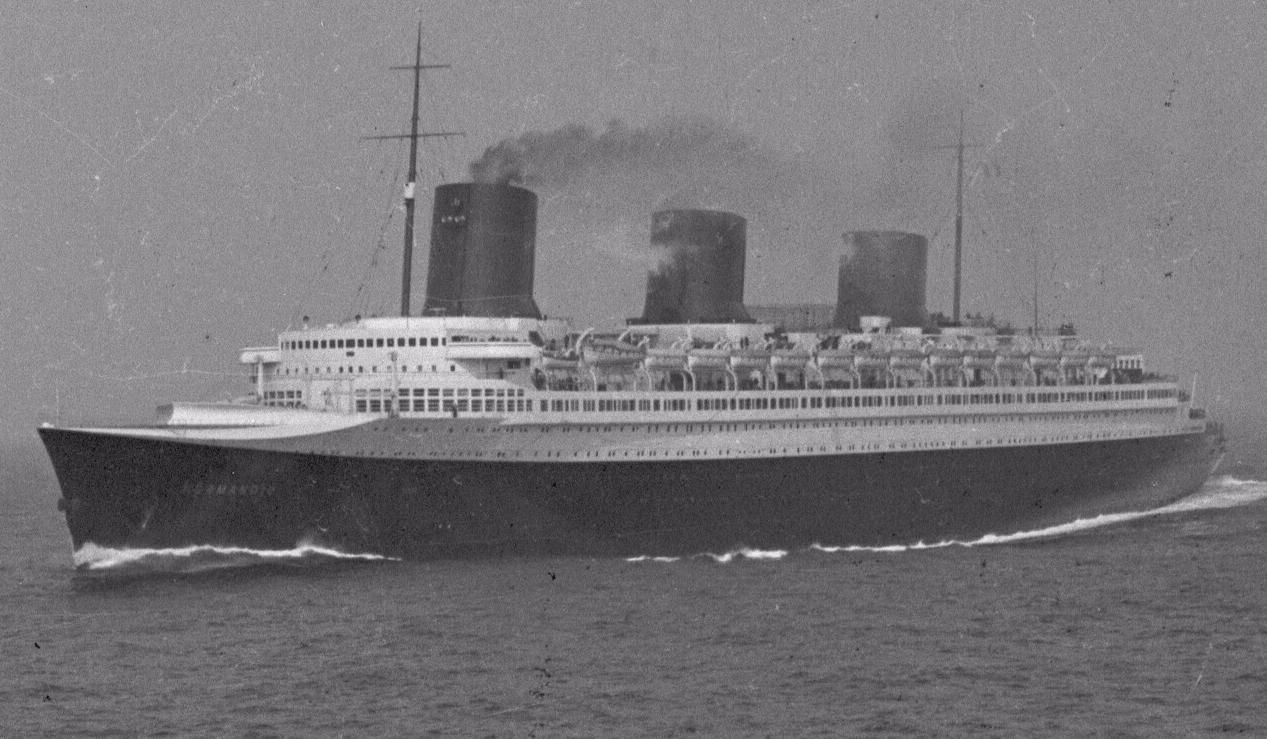
«Нормандія» в морі

SS Normandie (USS Lafayette) — французький трансатлантичний поштово-пасажирський лайнер, побудований на замовлення компанії Compagnie Generale Transatlantique (CGT), який виконував рейси між Гавром, Плімутом та Нью-Йорком.

## Передумови створення

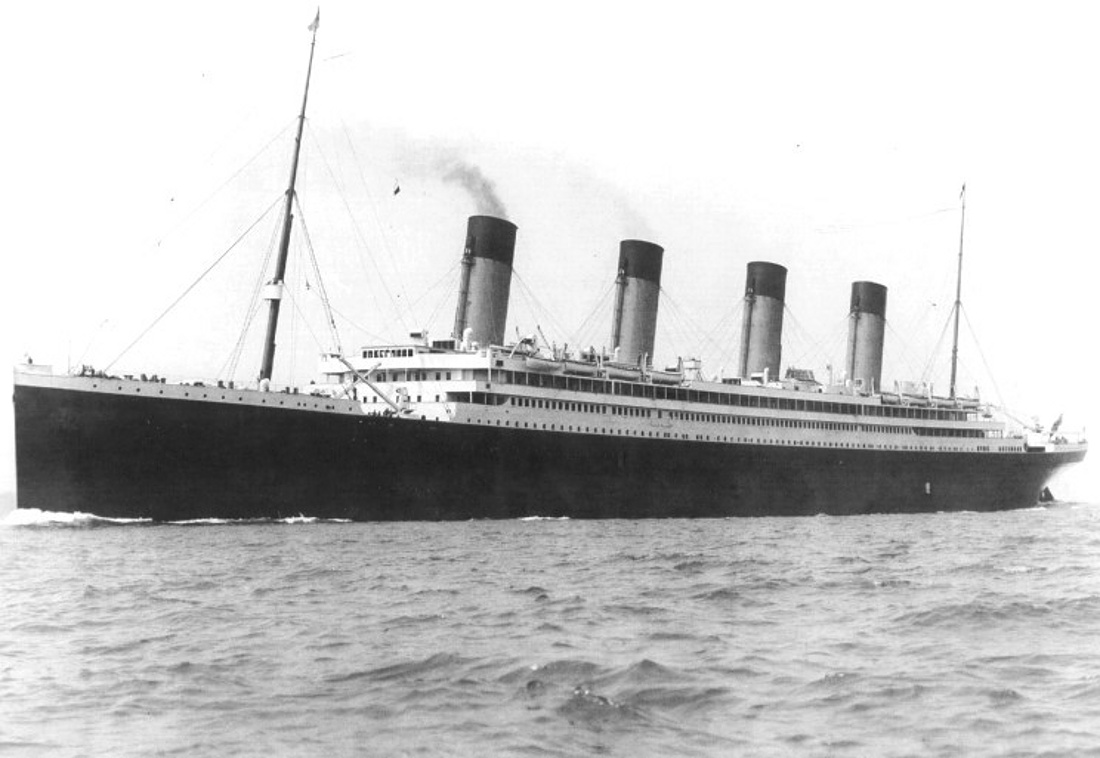
«Олімпік» на випробуваннях

Перед Першою світовою війною конкуренція між компаніями-перевізниками досягла свого піку. Лайнери компаній Cunard Line та White Star Line боролися за право називатися найрозкішнішими, найбільшими та найшвидшими суднами свого часу. Війна припинила розвиток гігантів, проте економічне піднесення 20-х років дозволило знову заговорити про відновлення гонки.
В міжвоєнний період трансатлантичні подорожі здійснювали такі лайнери, як «Мавританія» та «Аквітанія» Кунард Лайн і «Маджестік» та «Олімпік» Вайт Стар Лайн. Проте вони були далеко не новими кораблями, адже усі закладалася ще на початку століття.
Новий виток гонки лайнерів почався на рубежі 20-30-х років, коли в експлуатацію було введено німецькі судна — «Бремен» та «Європа». Вони не були здатні перевершити британців в розмірі, проте змогли відібрати в них Блакитну стрічку Атлантики.
Англійські компанії не сиділи без діла: в 1929 році Уайт Стар Лайн заклала в Белфасті на верфі Harland and Wolff кіль 300-метрового «Океаніка», а через рік Кунард Лайн на верфі в Шотландії почали будувати судно під кодовою назвою «Виріб № 534».

## Побудова

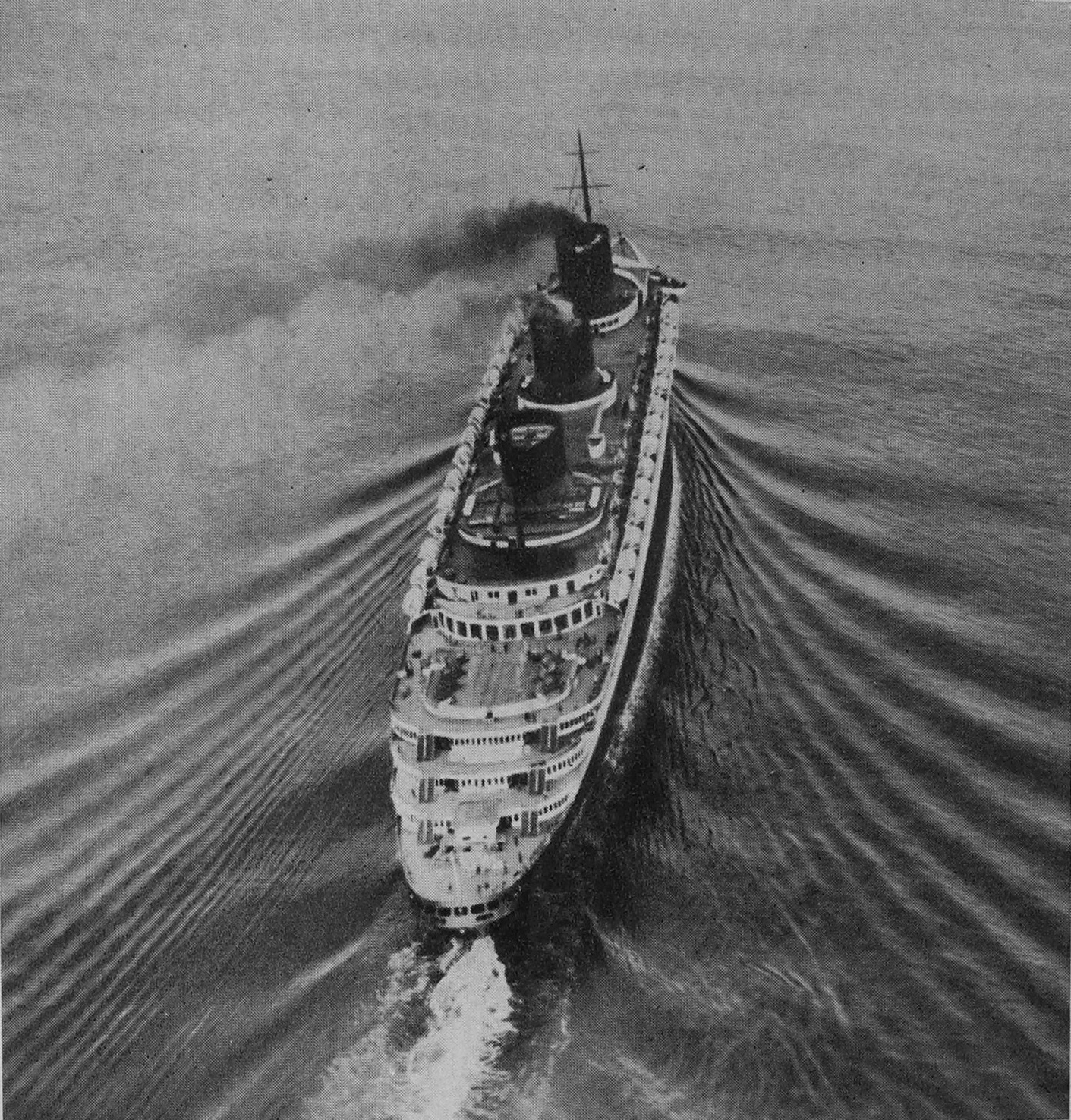
«Нормандія» з висоти пташиного польоту

Французькі перевізники теж активно включились в гонку. На верфі, де колись було побудовано «Іль де Франс» — флагман CGT, було закладено лайнер під кодовим ім'ям T6. Спочатку вважалося, що нове судно буде збільшеною копією старого флагмана. Проте російський інженер Володимир Юркевич запропонував керівництву компанії новий проект корпусу. Перевірка на моделі довела його ефективність і, на відміну від консервативних британців, французи прийняли пропозицію.
На цьому новинки не скінчились. Починаючи з «Лузітанії», всі океанські лайнери будувались з використанням парової турбіни як двигуна. Вони були потужніми та економічними, проте працювали лише в одному напрямку. Для подолання цього недоліку між турбінами та гвинтами було введено проміжну інстанцію — електродвигуни.
Через настання Великої депресії, CGT була змушена звернутись до уряду Франції по субсидії. Прохання було задоволено і робота продовжувалась. Саме в цей час було вибрано назву корабля. Відкинувши «Жанна Д'Арк», «Нептун», «Бенджамін Франклін», компанія зупинилась на «Нормандії», про що стало відомо лише за 10 днів до спуску на воду.
29 жовтня 1932 року лайнер був спущений на воду, хрещеною судна стала дружина президента Альбера Лебрена. Проте через важку економічну ситуацію в світі перший рейс було відкладено до 1935 року.

## Служба

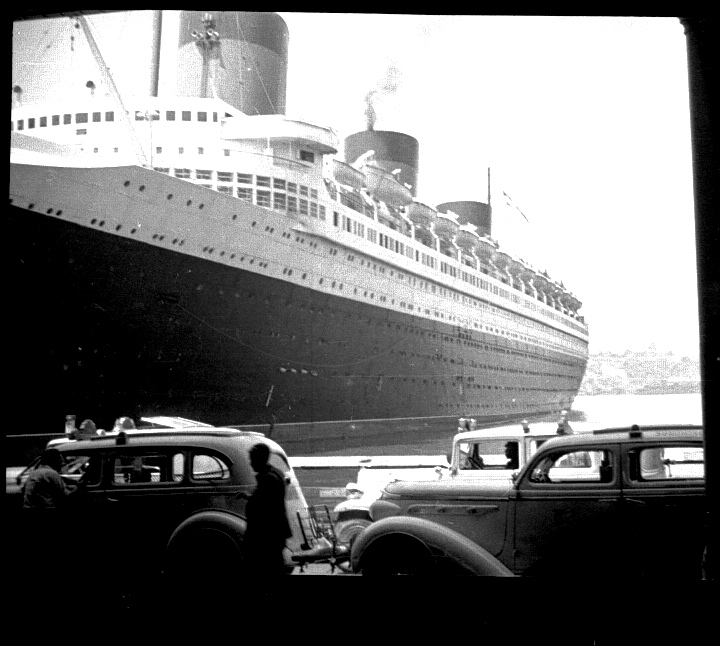
«Нормандія» в порту Нью-Йорку

29 травня 1935 року лайнер відправився в свій перший рейс з Гавру, в якому він досяг швидкості 29.98 вузлів. На зворотньому шляху судно пливло з середньою швидкістю 30.31 вузлів, за що й отримало Блакитну стрічку Атлантики. Проте радість досягнення затьмарювали проблеми з вібрацією, що вдалося подолати заміною гребних гвинтів.
Окрім швидкості, лайнер запам'ятався розмірами. Спочатку судно мало водотоннаж 79280 тонн, проте в умовах жорсткої конкуренції з британським судном RMS Queen Mary, на палубі створено прибудову, після чого тоннаж піднявся до 83423 тонн. Це забезпечило лайнеру збереження статусу найбільшого корабля в світі.
Наступні кілька років для судна пройшли під знаком конкуренції з британським лайнером. Можливо так продовжувалось би і надалі, проте гонку перервав початок Другої світової війни.
31 серпня 1939 року французький лайнер мав відправитися в Гавр, проте був затриманий в порту Нью-Йорка для перевірки, чи немає на ньому зброї. Але 1 вересня 1939 року почалась війна, і «Нормандія» не змогла вийти в море.
В червні 1940 року Франція здалась Німеччині і лайнер був офіційно конфіскований. Перейменувавши його в «Лафайєт», збройні сили США почали перетворювати корабель в транспортне судно.

## Загибель

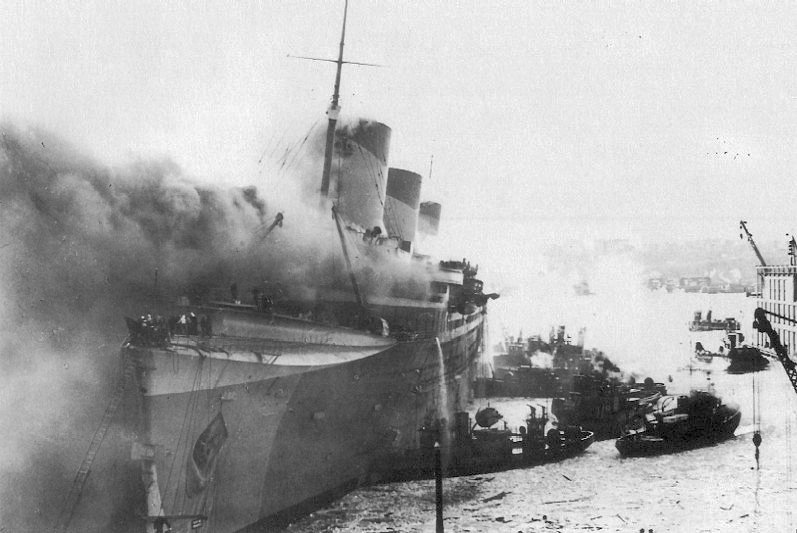
«Лафайєт» горить біля 88 пірсу

9 лютого 1942 року о 14.30 в центральному салоні загорілися рятувальні пояси, розкидані по підлозі. Лише в 14.49 було здійснено дзвінок до Управління пожежної охорони Нью-Йорку. Незважаючи на те, що перші пожежники з'явилися біля борту лайнера вже через півтори хвилини, полум'я швидко розповсюджувалось.
Пожежна сигналізація на судні була відключена, тому борці з вогнем заливали судно величезними потоками води. Лише з 3 пожежних катерів на палубу лайнера було вилито понад 4000 тонн води. Через це корабель отримав нахил на лівий борт, що до 23.30 дійшов до 40 градусів, а о 2.39 судно лягло на борт.
Згідно з доповіддю проектувальника Юркевича на прес-конференції, лайнер міг бути врятований, якби він був вчасно затоплений. Пожежна система корабля була відключена, електроживлення — відсутнє, на борту було багато свіжої фарби, а деякі водонепроникні перегородки — зрізані. Серед інших причин можна назвати відсутність єдиного керівництва в боротьбі з пожежею.
Однією з версій причин загибелі судна є диверсія німецьких агентів, адже флот США втратив один з найбільших своїх транспортів в той час, коли він був так необхідний (15 лютого корабель мав вийти в море).
В 1943 році судно підняли, а в 1946 — воно було пущене на брухт за 162 000 доларів, оскільки відновлення було занадто дорогим.